# Orquesta Filarmónica de Málaga
La Orquesta Filarmónica de Málaga (OFM) es una orquesta sinfónica española con sede en la ciudad de Málaga, y fundada en el año 1991. Su sala de conciertos habitual es el Teatro Cervantes de Málaga. Pertenece a la Asociación Española de Orquestas Sinfónicas (AEOS). Su director titular es José María Moreno, desde 2020.

## Historia
La OFM hizo su presentación pública el 14 de febrero de 1991, con el nombre de Orquesta Ciudad de Málaga (OCM), en el Teatro Cervantes, concluyéndose así el proyecto por el que Málaga había estado trabajando y que en su día habían posibilitado el Ayuntamiento de Málaga y la Junta de Andalucía.
A lo largo de todos estos años ha mantenido el compromiso de ofrecer a la ciudad música de calidad junto a los mejores directores y solistas del panorama nacional e internacional. En su programación comparten protagonismo las principales obras del repertorio internacional junto a otras apuestas más arriesgadas, sin olvidar los estrenos, en un constante y difícil equilibrio entre lo conocido y plenamente aceptado, y la novedad. Al frente de la orquesta, y su proyecto, cinco directores titulares han imprimido su propia personalidad: Octav Calleya, Odón Alonso, Alexander Rahbari, Aldo Ceccato y Edmon Colomer. Actualmente su director titular es Manuel Hernández-Silva.
La orquesta ha tenido a varios distinguidos directores invitados: Jesús López Cobos, Philippe Entremont, Juanjo Mena, Sergiu Comissiona, Rafael Frühbeck de Burgos, Antoni Ros Marbá, Nicholas Milton, Yoav Talmi,  entre otros. Así como tampoco han faltado los solistas de reconocido prestigio: Alicia de Larrocha, Plácido Domingo, Alfredo Kraus, Joaquín Achúcarro, Pinchas Zukerman, Montserrat Caballé, Ainhoa Arteta, Carlos Álvarez, Stefan Dohr, Hansjörg Schellenberger, Leónidas Kavakos, Nikolaj Znaider, Julian Rachlin, Asier Polo...

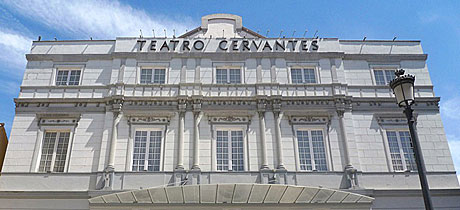
Sede de los conciertos de abono de la orquesta: El Teatro Cervantes de Málaga

Pero la orquesta ha creído fundamental no limitar su actividad a la programación de abono y ha desplegado entusiastas propuestas paralelas. Además de grabaciones de repertorios de índole muy diversa, y con distintos maestros, hay que destacar la organización del Festival de Música Antigua así como el del Ciclo de Música Contemporánea, especialmente dedicado a la música española de nuestro tiempo, que han ido creciendo año tras año. A ellos hay que añadir un  Ciclo de Música de Cámara, paralelo a la programación sinfónica de abono. 
Tampoco se descuida la indispensable tarea de formar al público del futuro, y a ello están destinadas las actividades didácticas, en colaboración con el Área de Educación del Ayuntamiento de Málaga, así como la Joven Orquesta Barroca de Andalucía (JOBA), y la academia de la OFM.
La Orquesta Filarmónica de Málaga ha cosechado también importantes éxitos en los más renombrados teatros y festivales de España, así como en varias giras europeas que le han llevado a Suecia, Grecia, Eslovaquia, República Checa y Alemania.
En la temporada 2001-2002 la orquesta pasó a llamarse Orquesta Filarmónica de Málaga (OFM). Este cambio fue motivado para alcanzar mayor difusión y cohesión entre lo que es el objeto social de la entidad y su denominación social.

## Directores
- Octav Calleya (1991–1995)
- Odón Alonso (1995–1999)
- Ali Rahbari (1999–2004)
- Aldo Ceccato (2004–2009)
- Edmon Colomer (2010–2013)
- Manuel Hernández-Silva (2014-2020)
- José María Moreno (2020- )

## Grabaciones
La OFM ha realizado más de 50 grabaciones, con una especial dedicación al repertorio contemporáneo español. No obstante, entre sus grabaciones se pueden encontrar diversidad de estilos, desde el repertorio sinfónico, coral, operístico, hasta música de cine, series de televisión, zarzuela, marchas procesionales o copla.
Dirigida por Rahbari, ha grabado en dos ocasiones para la discográfica Naxos Records: la ópera Turandot en 2003, y seis oberturas de Wagner y una selección de la ópera Gianni Schicchi, en 2004. Y dirigida por José Serebrier grabó para el mismo sello discográfico, tres sinfonías de Tomás Marco en 2010, disco que alcanzó en 2012 el 5.º puesto en número de ventas a nivel internacional, según publicó Best Seller List.
La OFM grabó en 1998 la banda sonora de la película Solas, compuesta por Antonio Meliveo y nominada en los Goya como mejor música. También grabó en 2010, el galardonado corto de animación "Fuga".

## Premios
- El Ayuntamiento de Málaga le ha otorgado el "Premio Málaga" a la mejor labor musical del año 2001 y la Empresa M Capital su Premio de Cultura, entre otras distinciones de diversas entidades asociadas a la cultura a nivel provincial y nacional.
- La SGAE ha concedido a la Orquesta un premio especial en 2007, en reconocimiento a su labor desarrollada en pro de la música española contemporánea.[3]